# Eustacesia albonotata
Eustacesia albonotata is een spinnensoort in de taxonomische indeling van de wielwebspinnen (Araneidae).
Het dier behoort tot het geslacht Eustacesia. De wetenschappelijke naam van de soort werd voor het eerst geldig gepubliceerd in 1954 door Lodovico di Caporiacco.